# Boghislao V di Pomerania
Boghislao V di Pomerania, in lingua tedesca Bogislaw V. (1326 circa – 23 aprile 1374), appartenente al casato dei Greifen, fu duca di Pomeria-Stolp e di Pomerania-Wolgast.
Era figlio del duca Vartislao IV di Pomerania e della di lui consorte Elisabetta von Schweidnitz. Aveva due fratelli: Barnim IV di Pomerania e Vartislao V di Pomerania

## Biografia
Nel 1326 succedette al padre Wartislao IV nel governo del ducato di Pomerania-Wolgast, insieme ai fratelli Barnim IV e Vartislao V, signoria che mantenne fino al 1368, pur con il fratello rimasto, Wartislao V. Nel 1368 lasciò il ducato di Pomerania-Wolgast a Boghislao VI e Wartislao VI ed assunse la signoria del ducato di Pomerania-Stolp, che tenne fino al 1373.
Nel 1343/45 sposò Elisabetta di Piasten, figlia di Casimiro III di Polonia e di Anna di Lituania. Da questo matrimonio nacquero:
- Casimiro (1351 circa – 1377),
- Elisabetta, futura regina di Boemia ed imperatrice, sposando nel 1363 l'imperatore Carlo IV

In seconde nozze sposò, verso il 1362, Adelaide di Braunschweig-Osterode (1341 - 1406), figlia del duca Ernesto I di Braunschweig-Grubenhagen e di Adelina di Everstein. Dal matrimonio nacquero:
- Vartislao, duca di Pomerania come Vartislao VII
- Boghislao, duca di Pomerania-Stolp come Boghislao VIII
- Barnim, duca di Pomerania-Stolp come Barnim V
- Margherita